# Marcel Schelbert
Marcel Schelbert, född den 26 februari 1976, är en schweizisk före detta friidrottare som tävlade i häcklöpning.
Schelberts främsta merit var när han blev bronsmedaljör på 400 meter häck vid VM 1999 i Sevilla. Han sprang då på 48,13 vilket var en förbättring av hans personrekord med nästan en sekund.
Han deltog även vid Olympiska sommarspelen 1996 men blev då utslagen redan i försöken.